# Palowe
Palowe (funtcoll) – cło od towarów i statków cumujących w portach, pobierane przez władze miast pruskich (Elbląg, Gdańsk). Ściągano je na potrzeby Hanzy od połowy XIV wieku, w XV wieku częściowo na rzecz państwa krzyżackiego, a po wojnie trzydziestoletniej - skarbów miejskich. Od końca XVI wieku część palowego zasilała skarb Rzeczypospolitej.